# New Romantic
New Romantic, später auch als New Romanticism bezeichnet, war eine Musik- und Modewelle, die etwa von 1978 bis 1982 populär war. Sie hatte ihren Ursprung in Großbritannien und wurde als überwiegend britisches Phänomen als ein Teil des früheren New Wave betrachtet. Die Modewelle beschränkte sich im Wesentlichen auf das äußerliche Erscheinungsbild, bestehend aus Bekleidung, Frisur und Kosmetik. Allgemein wurde New Romantic auch mit Musik in Verbindung gebracht. Zu den bekanntesten Bands, deren Bandmitglieder komplett oder zum Teil als New Romantics auftraten, gehörten Visage, Ultravox, Culture Club, Duran Duran, Adam & The Ants, The Human League und Spandau Ballet.

## Geschichte
Ausgegangen ist New Romantic als reine Modebewegung seitens des Kunststudenten Steve Strange, der, gelangweilt von der Punkbewegung, Ende 1978 im Billy's Club in London regelmäßig am Wochenende eine David-Bowie- und Roxy-Music-Nacht veranstaltete. Als dieser wegen des Besucherandranges zu klein wurde, wechselte er 1979 in einen Club namens Blitz. Er arbeitete dort als Türsteher und ließ nur Gäste mit einem möglichst extremen und ausgefallenen Outfit eintreten. In dem Club fand sich eine modische Mischung aus Punk, New Wave und Glam Rock zusammen. Neben den bereits erwähnten Bands wurde dort Synth-Pop (z. B. Kraftwerk, Depeche Mode, The Human League, Heaven 17) und Funk/Disco-Musik (z. B. Chic) gespielt. Der Club bekam schnell das Image, eine elitäre Ansammlung von Posern zu sein.
Im gleichen Jahr war Adam Ant auf der Suche nach einem Manager und einem neuen Erscheinungsbild für seine Band Adam & The Ants. Er wandte sich an Malcolm McLaren, dessen Band Sex Pistols sich aufgelöst hatte. Dieser willigte ein, und McLarens Partnerin Vivienne Westwood kreierte nach dem Vorbild alter Hollywood-Filme den Piraten-Look für die Band. Um dem ganzen eine neue Note zu verleihen, schminkte sich die Band mit einer Art indianischer Kriegsbemalung. McLaren lehnte Adam Ant als Frontmann jedoch ab, worauf sich die Band von Ant trennte. Dieser konnte sich aber die Namensrechte sichern und veröffentlichte 1980 die erste Single mit neuer Band und im Piraten-Look. McLaren fand für die ehemalige Band von Adam Ant die 15-jährige Annabella Lwin als neue Sängerin. Diese Band nannte sich fortan Bow Wow Wow und trug ein ähnliches Outfit wie Adam & The Ants.
Das 1980 veröffentlichte Video Ashes to Ashes von David Bowie gab Steve Strange eine Initialzündung. Er übernahm das Konzept von Bowies Makeup. Das Video erweiterte auch die schon als Blitz Kids (benannt nach dem Club) bekannte Szene um das Harlekin-Outfit, das gelegentlich auch als flamboyant style tituliert wird. Aus der Szene entstanden die ersten Bands wie Duran Duran und Spandau Ballet. Neben diesen und weiteren musikalisch ambitionierten Blitz-Kids wie Boy George (später Culture Club) oder Martin Degville (später Sigue Sigue Sputnik) gehörten der Szene aber auch vorwiegend modisch Interessierte wie Dylan Jones, Redakteur für das damals neue Magazin i-D und später für GQ, oder der Modedesigner Stephen Linard an. Aber auch Steve Strange hatte inzwischen seine Band Visage gegründet. Es kam zu ersten Veröffentlichungen: Spandau Ballet erreichten mit der ersten Single To Cut A Long Story Short Platz fünf in den britischen Charts und Visage gelang mit Fade to Grey ein Hit. Die Presse wurde langsam auf die Szene aufmerksam. Es mangelte jedoch an einem geeigneten Namen. Der Sex-Pistols-Biograf John Savage schrieb einen Artikel über die Szene für das britische Modemagazin The Face mit der Überschrift The Cult With No Name. Diese Bezeichnung sollte vorübergehend beibehalten werden. In dem Artikel schuf John Savage aber auch eine Verbindung zwischen Adam & The Ants, Bow Wow Wow und den Blitz Kids, die vorher nicht existierte. Den Blitz Kids wurden von der Presse auch die Namen Herald Angels, Dandy Dilettantes, New Dandies und Romantic Rebels verliehen, bis das Musikmagazin Sounds sie in einer Ausgabe vom September 1980 mit New Romantics betitelte.
Duran Duran veröffentlichten ihre erste Single Planet Earth 1981 und erreichten damit Platz 12 in Großbritannien. In einer Strophe des Textes von Planet Earth heißt es: ...like some new romantic looking for the tv sound. Ersonnen wurde der Begriff New Romantic schon kurz vorher von Richard James Burgess, dem ehemaligen Schlagzeuger der Band Landscape und Produzenten der ersten beiden Alben von Spandau Ballet. Auch Adam & The Ants erreichten Platz eins der Charts. Die Musikpresse griff nun den Begriff New Romantic dankbar auf und hatte eine neue Welle.
Duran Duran und Spandau Ballet kehrten der Szene den Rücken und wurden zu einer modischen Kopie von Bryan Ferry, der gemeinhin als der „am besten gekleidete Mann“ in Großbritannien galt. In edlen Anzügen gekleidet und mit der typischen, überdimensionalen Haartolle, die vom Seitenscheitel ausgehend ins Gesicht fiel, wurden Spandau Ballet zu dem, was man in Deutschland als Popper bezeichnete, die aber eine eigenständige Bewegung bildeten. Neue Bands wie Haysi Fantayzee, Kajagoogoo und Culture Club kamen der New-Romantic-Welle hinzu, während schon etablierte Bands wie OMD und Japan auf den fahrenden Zug aufsprangen.

## Die Musik
Die New-Romantic-Bewegung hatte keine einheitliche Musikrichtung. Die Bands, die dieser Bewegung zugeordnet wurden, griffen aktuelle Trends der populären Musik auf und waren chartsorientiert. Künstlerische Ambitionen in musikalischer Hinsicht waren zweitrangig. Das optisch auffällige Auftreten der New Romantics funktionierte vor allem in dem neuen Medium der Musikvideos. Wenn David Bowie zu jedem Album ein neues Outfit trug, so hatten Duran Duran den Anspruch, zu jeder neuen Single ein anderes Outfit zu tragen, und zu jeder neuen Single wurde ein entsprechendes Video produziert.

## Wirkung und Einfluss
Die New-Romantic-Bewegung polarisierte enorm und die britische Musikpresse fand in ihr ein neues Feindbild. Das ging so weit, dass Steve Strange von der englischen Presse als The Posing Doughnut verhöhnt wurde. Die Bewegung wurde als elitär und mit einer lasziven Neigung zur Dekadenz betrachtet. Ihre Präsentation einer nostalgisch-romantischen Popwelt stand im krassen Gegensatz zur Lebensrealität der Jugendlichen in Großbritannien der 1980er Jahre, die geprägt war von Arbeitslosigkeit und dem harten sozial- und wirtschaftspolitischen Reformkurs der Thatcher-Ära. Diese bewusste Abkehr von der Realität in eine phantasievoll, multimedial inszenierte Scheinwelt zeichnete ein Gegenbild zum harten Realismus des Punk. Ein Leserbrief vom 1. Januar 1981 im britischen Musikmagazin Sounds war ein Höhepunkt in einer ständigen Auseinandersetzung zwischen Punks und New Romantics. Darin beschimpfte ein bekennender Crass-Anhänger New-Romantic-Bands als „kommerziellen Müll“, der alles unterwandere, wofür Punk und Bands wie The Clash oder Sham 69 standen, und bemerkte abschließend: „Die sind zum Kotzen.“ Viele Bands wie ABC, die Simple Minds, The Cure, Virgin Prunes oder Depeche Mode gingen auf Distanz zum New Romantic oder lehnten wie Yazoo oder XTC generell alles ab, was mit Mode zu tun hatte. Der Bewegung wurde immer wieder vorgeworfen, dass sie außer Äußerlichkeiten nichts vermitteln wolle:

„Bis zu Beginn von New Romantic erwartete man, dass New Wave Musik Aussage beinhaltete, dass sie gefährlich war. Aber die New Romantics glaubten, es würde reichen, den Leuten einen Haarschnitt und ein paar Klamotten zu verkaufen […] Sie gründeten ihre Ideen einzig und allein auf Oberflächlichkeiten […] Sie waren gute Geschäftsleute, aber das war auch alles.“

New Romantic wurde zum Synonym für den Ausverkauf des New Wave. Wie die Punks lehnten auch die frühen Goths diese Kommerzialisierung ab. Dennoch hatte New Romantic laut Judith Platz, trotz der geringen Anzahl ihrer Protagonisten, einen großen Einfluss auf die Goths. Diedrich Diederichsen bezeichnet die Gothic-Bewegung als „dunklen Bruder“ der New Romantics und weist auf die gemeinsamen Ursprünge im Glam Rock und dem Bromley Contingent hin. Er zählt die New-Romantic-Bewegung mit zu den Schlachtfeldern der Style Wars (engl. Krieg der Stile), die seit den frühen 1980er Jahren zunehmend in erster Linie über Moden und Lebensstilismen ausgetragen wurden. Diederichsen sah darin die Vorläufer der heute allseits üblichen Differenzierungs- und Distinktionsorgien zwischen und innerhalb von Jugendkulturen.
Der amerikanische Anthropologe und Autor Ted Polhemus sah einen bedeutenden Einfluss der New Romantic Bewegung in der Erweiterung des Angebots britischer Modemagazine wie i-D und The Face, die im Gegensatz zu den klassischen Modemagazinen auch Streetstyle zum Inhalt hatten.
Die New-Romantic-Welle hatte allerdings einen starken Eindruck in Japan hinterlassen, den man noch heute in der japanischen Popmusik – vor allem im so genannten Visual Kei – wiederfindet. Auch in Manga und Anime sind solche Spuren nicht zu übersehen.

## Revivals
Mitte der 1990er Jahre entstand in britischen Clubs ein Revival mit der Bezeichnung Romo. Der DJ und Musikjournalist Simon Price und sein Kollege Simon Parkes waren die treibenden Kräfte hinter dieser Welle. Beide schrieben für das Musikmagazin Melody Maker, das versuchte aus Romo einen neuen Hype zu generieren. Es war ein kurzlebiges und erfolgloses Revival, das Price als „Revolution gegen die trübe Selbstzufriedenheit des Britpop“ und als ein „großer Schritt hin zu Stil, Haltung, Schick, Mystik und Glamour“ betrachtete. Der Melody Maker kündigte 1995 die Welle als „die zukünftige Pop Explosion“ an, die imstande wäre, den Britpop zu „exekutieren“. Musikalische Protagonisten waren Bands wie Orlando, Plastic Fantastic, Minty, Viva, Sexus, Hollywood und Dex Dexter.

## Bilder
- The Blitz Kids (Fotostrecke, 14 Bilder)
- Annabella Lwin & Boy George (Memento vom 11. März 2007 im Internet Archive)
- Adam Ant
- Steve Strange